# MH 54. Veszprém Radarezred
A Magyar Honvédség 54. Veszprém Radarezred a Magyar Honvédség légvédelmi alakulata, amely a Magyar Honvédség Összhaderőnemi Parancsnokság közvetlen irányítása alá tartozik. Az ezred Veszprémben állomásozik.

## Története
Az ezred jogelődje a PILIS II. hadrend alapján az Országos Légvédelmi Parancsnokság alárendeltségében 1949. június 15-én megalakított Légi Figyelő és Jelzőrendszer, amely 100-nál is több őrssel látta el ez irányú tevékenységét az országhatár és a fontosabb objektumok és légifolyosók (útvonalak) mellett. 
A II. világháborút követően Magyarországon 1952-ben telepítették az első SCR-527-es típusú amerikai gyártmányú radart és ettől az időponttól kezdve a radartechnika fejlődése és az országban történő elhelyezése és darab száma határozta meg a jogelőd szervezetek struktúráját.
1952-ben felállításra került az MN 1. Honi Légvédelmi Figyelő és Jelzőezred, 2904 fő és 10 radar tartozott alá (1 SCR-527, 3 db P-1 és 6 db P-3-as szovjet gyártmányú radar). 
1955-ben átszervezés következtében felállították a MN 45. és MN 54. Önálló Rádiótechnikai Jelzőezredeket és rendszeresítették a P-20-as és P-8-as radarokat. 
1956-os forradalom alatt a magyar radarrendszert a szovjetek kikapcsolták és a légtérellenőrzést saját csapataikkal látták el. 
1957. április 1-én újjá szervezték a rádiótechnikai csapatokat. Felállításra került MN 45. Önálló Rádiótechnikai Zászlóalj, majd ennek bázisán december 1-re a MN 45. Önálló Rádiótechnikai Ezred.
1961 és 1984 között Magyarországon két ezred, az MN 54. és MN 45. Honi Rádiótechnikai Ezredek végezték a légtér ellenőrzését, Veszprém, illetve Miskolc központokkal és 17 széttelepített századdal. Új orosz radarállomások kerültek folyamatosan rendszeresítésbe, mint P-12, P-30, P-35, P-37, P-14, K-66, P-18-as felderítők és PRV–11, PRV–13, PRV–16 típusú magasság mérők. 
1984-ben felszámolásra került a MN 45. Honi Rádiótechnikai Ezred. Beolvasztásra került társ ezredébe. Az alakulat új megnevezése MN 54. Honi Rádiótechnikai Dandár lett. A radarcsapatokat ebben az időszakban 1994-ig a fejlődés jellemezte. Az országban települt radar alegységek száma 6 zászlóaljba szervezve 23 század volt. Technikai eszközei között megjelent az első háromdimenziós radar az SZT–68U és beszerzésre kerültek a KASZTA-2, PRV–17-es radarok, valamint a POLJE típusú automatizált vezetési pontok. A békelétszám 6143 fő volt. A létrehozott rádiólokációs mező alsó határának követelménye 300 m volt, amit 151 radarral lehetett többé-kevésbé megvalósítani. 
1994-től a finanszírozottsági problémák miatt egyre több radart vontak ki a rendszerből és egyre több századot szüntettek meg. A létszám és az alkalmazott eszközök száma is mintegy felére csökkent. 
1997. szeptember 1-én a dandárt lecsökkentették ezredre szintre és új hadrendi számot kapott. MH 64. "Veszprém" Légtérellenőrző Ezred. Tovább csökkent a szervezeti elemek és az eszközök száma. A békelétszám 2560 főre csökkent.
1999. január 1-től újból nevet változtattak: MH 64. "Veszprém" Radar Ezred. 1999. március 12-től Magyarország NATO tag. A belépéstől kezdve az ezred 4 "gerinc" radar századdal (Kup, Juta, Debrecen és Békéscsaba). A NATO integrált légvédelmi rendszerének a NATINADS-nek a részét képezik és a NATO alárendelt csapatok kategóriájába tartoznak. 
2000. október 1-től ismét új név alatt szerepelt MH 64. Veszprém Vezetési és Radar Ezred.
Az ezred a Nemzeti Légierő Vezetési Központ, mint dandár jogállású szervezet a MH 64. Radar Ezred, a MH Repülési Adat Tájékoztató Szolgálat és a MH 1. Logisztikai Ezredtől átvett Híradó Zászlóalj integrációjával jött létre. Jelenleg 9 zászlóalj szintű szervezetből áll, amely 9 helyőrségben és 12 laktanyában és objektumba települt. A rendszeresített béke létszáma 1800 fő. 
A Légi Irányító központ (CRC) a 4 db NATO gerinc radar század és az őket támogató kiszolgáló és biztosító elemek a NATINADS részét képezik és a NATO COMMAND FORCE állandó alárendeltségű szervezetei közé tartoznak.
2004. szeptember 1-én vissza kapta régi hadrendi számát és új megnevezése MH 54. Légtérellenőrző Ezred lett.
Az alakulat neve 2011. február 1-jétől MH 54. Veszprém Radarezred.
Az ezrednél az elmúlt évtizedekben jelentős fejlesztések valósultak meg a radartechnika tekintetében: 2006-ban telepítették Békéscsabán, majd Bánkúton az új, 3D-s radarokat, amelyek 2014-ben hadműveleti szolgálatba álltak. Ezt követően 2015-ben Medinán is hadrendbe áll a harmadik 3D-s radar is.

## Az ezred fő feladatai
Az ezred rendeltetése Magyarország légtérfelségjoga (légtér-szuverenitása) jogos és rugalmas felhasználásának biztosításához, légterének védelméhez és ellenőrzéséhez, váratlan légitámadás felfedéséhez szükséges, az elöljárói intézkedésekben meghatározott támogató, biztosító feladatok végrehajtása.
Az 1. Légi Irányító Központ (CRC) által a Magyarország és az azt körülvevő 180 km-es légtér (egyben NATINADS részeként kijelölt légtér) folyamatos ellenőrzése, az azonosított légi helyzetkép létrehozása és ennek eljuttatása a NATO kijelölt hadműveleti központba, a nemzeti igénylőkhöz és a felhasználókhoz a harctevékenység biztosítása érdekében. 
Rendszabályok foganatosítása (Air Policing Mission) a légtérsértő légi járművekkel szemben, segítségnyújtás a bajbajutott légi járművek személyzetének. 
A szervezeti és a NATO által kijelölt felelősségi légtérben a katonai légi irányítás végrehajtása a MH Légierő és NATO kijelölt repülő erői számára. 
A légierő alárendeltjeinek, valamint a hazai és külföldi együttműködőkkel létrejött állandó híradás biztosítása. 
Az Informatikai Központ által a Légierő hadműveleti és irodai informatikai rendszereinek üzemeltetése. 
A Magyarország légtérgazdálkodásának folyamatában a Katonai Légiforgalmi Tájékoztató Központ és a Katonai Repülési Információs és Támogató rendszer fenntartása és működtetése. 
Együttműködést valósít meg a Polgári Légiforgalmi Irányító Központtal (Hungaro Control), a BM Rendőrség Központi Ügyeletével, a környező országok katonai légvédelmi harcálláspontjaival, a NATO kijelölt harcálláspontjaival, a BM Országos Katasztrófavédelmi Főigazgatóság kijelölt szervezeteivel az azonosítás, valamint a bajba jutott légi járművek és a légi helyzet tisztázása érdekében.

## Az ezred alegységeinek diszlokációja
- Veszprém: 
  - Ezredparancsnokság
  - 1. Légi Irányító Központ (CRC)
  - Logisztikai Zászlóalj
  - Híradó Zászlóalj
  - Radar Zászlóaljparancsnokság
  - Egészségügyi Központ
  - Katonai Repülési Információs és Támogató Központ

- Budapest: Katonai Légiforgalmi Tájékoztató Központ
- Kecskemét: 2. Légi Irányító Központ (SOF)
- Kup: 11. Radar Század (Kikülönített alegység)
- Juta: 12. Radar Század (Kikülönített alegység)
- Debrecen: 21. Radar Század (Kikülönített alegység)
- Békéscsaba: 22. Radar Század (Kikülönített alegység)
- Medina: Réskitöltő és Kiképző Radar Század (Kikülönített alegység)
- Városföld: Kikülönített radar szakasz (Medina állományából)